# UEFA Champions League 2010–11 (vòng bảng)
Dưới đây là thông tin chi tiết về vòng bảng UEFA Champions League 2010-11.
Vòng bảng gồm có 32 đội tham dự (chia thành 8 bảng): 22 đội được vào thẳng và 10 đội còn lại vào vòng bảng từ vòng play-off (5 đội từ nhánh vô địch và 5 đội từ nhánh không vô địch).
Một đội sẽ được xếp vào một trong 8 bảng (4 đội một bảng). Hai đội đứng đầu sẽ giành quyền vào vòng 1/8, đội đứng thứ ba sẽ phải xuống chơi ở vòng 32 đội Europa League.

## Thể thức
Có tổng cộng 32 câu lạc bộ tham gia vòng đấu bảng. Các đội bóng được phân thành 4 nhóm, dựa trên hệ số UEFA. 32 câu lạc bộ này được bốc thăm chia thành 8 bảng 4 đội vào 26 tháng 8. Các đội bóng cùng nhóm hoặc cùng quốc gia không được xếp chung bảng.
| Nhóm 1            | Nhóm 1  |
| Câu lạc bộ        | Hệ số   |
| ----------------- | ------- |
| Inter MilanVĐ     | 100.867 |
| Barcelona         | 136.951 |
| Manchester United | 125.371 |
| Chelsea           | 118.371 |
| Arsenal           | 115.371 |
| Bayern München    | 110.841 |
| Milan             | 99.867  |
| Lyon              | 96.748  |

| Nhóm 2           | Nhóm 2 |
| Câu lạc bộ       | Hệ số  |
| ---------------- | ------ |
| Werder Bremen 2  | 94.841 |
| Real Madrid      | 84.951 |
| Roma             | 83.867 |
| Shakhtar Donetsk | 73.910 |
| Benfica          | 72.659 |
| Valencia         | 66.951 |
| Marseille        | 62.748 |
| Panathinaikos    | 56.979 |

| Nhóm 3              | Nhóm 3 |
| Câu lạc bộ          | Hệ số  |
| ------------------- | ------ |
| Tottenham Hotspur 2 | 56.371 |
| Rangers             | 56.158 |
| Ajax 2              | 55.309 |
| Schalke 04          | 54.841 |
| Basel 1             | 48.675 |
| Braga 2             | 39.659 |
| Copenhagen 1        | 34.470 |
| Spartak Moskva      | 33.758 |

| Nhóm 4            | Nhóm 4 |
| Câu lạc bộ        | Hệ số  |
| ----------------- | ------ |
| Hapoel Tel Aviv 1 | 27.775 |
| Twente            | 25.309 |
| Rubin Kazan       | 21.758 |
| Auxerre 2         | 19.748 |
| CFR Cluj          | 15.898 |
| Partizan 1        | 13.800 |
| Žilina 1          | 10.666 |
| Bursaspor         | 6.890  |

1 Vượt qua vòng loại từ nhánh vô địch
2 Vượt qua vòng loại từ nhánh không vô địch
Mỗi bảng thi đấu theo thể thức vòng tròn 2 lượt. Có tất cả sáu lượt trận, diễn ra vào các ngày thứ ba và thứ tư trong tuần. Bảng A đến D thi đấu theo lịch Đỏ, bảng E đến H thi đấu theo lịch Xanh. Lịch Đỏ thi đấu lượt trận đầu tiên vào thứ ba, lượt thứ hai vào thứ tư. Lịch Xanh thi đấu lượt trận đầu tiên vào thứ tư, lượt trận thứ hai vào thứ ba, cứ thế luân phiên. Hai đội đầu bảng lọt vào vòng 1/8, trong khi đó đội thứ ba ở từng bảng thì phải xuống thi đấu ở vòng 32 đội tại Europa League, đội đứng thứ tư ở từng bảng bị loại hoàn toàn. Bursaspor, Braga, Hapoel Tel Aviv, Tottenham Hotspur, Twente và Žilina là những câu lạc bộ lần đầu tiên tham dự vòng bảng.

## Vòng bảng
Màu sắc dùng trong bảng:
|  | Đội được giành quyền vào vòng 1/8, tên in đậm.                           |
|  | Đội bị loại ở vòng bảng, xuống chơi ở Europa League, tên in đậm nghiêng. |
|  | Đội bị loại ở vòng bảng, phải ra khỏi cuộc chơi, tên in nghiêng.         |

Giờ thi đấu tính theo giờ địa phương CEST (UTC+2) vào tháng 10, sau đó lại tính theo CET (UTC+1)

### Bảng A
| Câu lạc bộ        | St | T | H | B | Bt | Bb | Hs | Điểm |
| ----------------- | -- | - | - | - | -- | -- | -- | ---- |
| Tottenham Hotspur | 6  | 3 | 2 | 1 | 18 | 11 | +7 | 11   |
| Inter Milan       | 6  | 3 | 1 | 2 | 12 | 11 | +1 | 10   |
| Twente            | 6  | 1 | 3 | 2 | 9  | 11 | −2 | 6    |
| Werder Bremen     | 6  | 1 | 2 | 3 | 6  | 12 | −6 | 5    |

Tóm tắt các trận đấu
| Twente                          | 2 – 2    | Inter Milan              |
| ------------------------------- | -------- | ------------------------ |
| Janssen 20' · Milito 30' (l.n.) | Chi tiết | Sneijder 13' · Eto'o 41' |

| Werder Bremen           | 2 – 2    | Tottenham Hotspur               |
| ----------------------- | -------- | ------------------------------- |
| Almeida 43' · Marin 47' | Chi tiết | Pasanen 12' (l.n.) · Crouch 18' |

| Tottenham Hotspur                                                    | 4 – 1    | Twente     |
| -------------------------------------------------------------------- | -------- | ---------- |
| Van der Vaart 47' · Pavlyuchenko 50' (ph.đ.), 64' (ph.đ.) · Bale 85' | Chi tiết | Chadli 56' |

| Inter Milan                        | 4 – 0    | Werder Bremen |
| ---------------------------------- | -------- | ------------- |
| Eto'o 21', 27', 81' · Sneijder 34' | Chi tiết |               |

| Inter Milan                                         | 4 – 3    | Tottenham Hotspur    |
| --------------------------------------------------- | -------- | -------------------- |
| Zanetti 2' · Eto'o 11' (ph.đ.), 35' · Stanković 14' | Chi tiết | Bale 52', 90', 90+1' |

| Twente      | 1 – 1    | Werder Bremen  |
| ----------- | -------- | -------------- |
| Janssen 75' | Chi tiết | Arnautović 80' |

| Tottenham Hotspur                                 | 3 – 1    | Inter Milan |
| ------------------------------------------------- | -------- | ----------- |
| Van der Vaart 18' · Crouch 61' · Pavlyuchenko 89' | Chi tiết | Eto'o 80'   |

| Werder Bremen | 0 – 2    | Twente                   |
| ------------- | -------- | ------------------------ |
|               | Chi tiết | Chadli 81' · De Jong 84' |

| Inter Milan   | 1 – 0    | Twente |
| ------------- | -------- | ------ |
| Cambiasso 55' | Chi tiết |        |

| Tottenham Hotspur                     | 3 – 0    | Werder Bremen |
| ------------------------------------- | -------- | ------------- |
| Kaboul 6' · Modrić 45+1' · Crouch 79' | Chi tiết |               |

| Twente                                          | 3 – 3    | Tottenham Hotspur                     |
| ----------------------------------------------- | -------- | ------------------------------------- |
| Landzaat 22' (ph.đ.) · Rosales 56' · Chadli 64' | Chi tiết | Wisgerhof 12' (l.n.) · Defoe 47', 59' |

| Werder Bremen                            | 3 – 0    | Inter Milan |
| ---------------------------------------- | -------- | ----------- |
| Prödl 39' · Arnautović 49' · Pizarro 88' | Chi tiết |             |

### Bảng B
| Câu lạc bộ      | St | T | H | B | Bt | Bb | Hs | Điểm |
| --------------- | -- | - | - | - | -- | -- | -- | ---- |
| Schalke 04      | 6  | 4 | 1 | 1 | 10 | 3  | +7 | 13   |
| Lyon            | 6  | 3 | 1 | 2 | 11 | 10 | +1 | 10   |
| Benfica         | 6  | 2 | 0 | 4 | 7  | 12 | −5 | 6    |
| Hapoel Tel Aviv | 6  | 1 | 2 | 3 | 7  | 10 | −3 | 5    |

Tóm tắt các trận đấu
| Lyon       | 1 – 0    | Schalke 04 |
| ---------- | -------- | ---------- |
| Bastos 21' | Chi tiết |            |

| Benfica                  | 2 – 0    | Hapoel Tel Aviv |
| ------------------------ | -------- | --------------- |
| Luisão 21' · Cardozo 68' | Chi tiết |                 |

| Hapoel Tel Aviv        | 1 – 3    | Lyon                                     |
| ---------------------- | -------- | ---------------------------------------- |
| Enyeama 79' (phạt đền) | Chi tiết | Bastos 7' (phạt đền), 36' · Pjanić 90+4' |

| Schalke 04                 | 2 – 0    | Benfica |
| -------------------------- | -------- | ------- |
| Farfán 73' · Huntelaar 85' | Chi tiết |         |

| Schalke 04                | 3 – 1    | Hapoel Tel Aviv |
| ------------------------- | -------- | --------------- |
| Raúl 3', 58' · Jurado 68' | Chi tiết | Shechter 90+3'  |

| Lyon                      | 2 – 0    | Benfica |
| ------------------------- | -------- | ------- |
| Briand 21' · Lisandro 51' | Chi tiết |         |

| Hapoel Tel Aviv | 0 – 0    | Schalke 04 |
| --------------- | -------- | ---------- |
|                 | Chi tiết |            |

| Benfica                                     | 4 – 3    | Lyon                                    |
| ------------------------------------------- | -------- | --------------------------------------- |
| Kardec 20' · Coentrão 32', 67' · García 42' | Chi tiết | Gourcuff 74' · Gomis 85' · Lovren 90+5' |

| Schalke 04                      | 3 – 0    | Lyon |
| ------------------------------- | -------- | ---- |
| Farfán 13' · Huntelaar 20', 89' | Chi tiết |      |

| Hapoel Tel Aviv                | 3 – 0    | Benfica |
| ------------------------------ | -------- | ------- |
| Zahavi 24', 90' · da Silva 74' | Chi tiết |         |

| Lyon                         | 2 – 2    | Hapoel Tel Aviv        |
| ---------------------------- | -------- | ---------------------- |
| Lisandro 62' · Lacazette 88' | Chi tiết | Sahar 63' · Zahavi 69' |

| Benfica    | 1 – 2    | Schalke 04               |
| ---------- | -------- | ------------------------ |
| Luisão 87' | Chi tiết | Jurado 19' · Höwedes 81' |

### Bảng C
| Câu lạc bộ        | St | T | H | B | Bt | Bb | Hs  | Điểm |
| ----------------- | -- | - | - | - | -- | -- | --- | ---- |
| Manchester United | 6  | 4 | 2 | 0 | 7  | 1  | +6  | 14   |
| Valencia          | 6  | 3 | 2 | 1 | 15 | 4  | +11 | 11   |
| Rangers           | 6  | 1 | 3 | 2 | 3  | 6  | −3  | 6    |
| Bursaspor         | 6  | 0 | 1 | 5 | 2  | 16 | −14 | 1    |

Tóm tắt các trận đấu
| Manchester United | 0 – 0    | Rangers |
| ----------------- | -------- | ------- |
|                   | Chi tiết |         |

| Bursaspor | 0 – 4    | Valencia                                            |
| --------- | -------- | --------------------------------------------------- |
|           | Chi tiết | T. Costa 16' · Aduriz 41' · Pablo 68' · Soldado 76' |

| Valencia | 0 – 1    | Manchester United |
| -------- | -------- | ----------------- |
|          | Chi tiết | Hernández 85'     |

| Rangers      | 1 – 0    | Bursaspor |
| ------------ | -------- | --------- |
| Naismith 18' | Chi tiết |           |

| Rangers | 1 – 1    | Valencia           |
| ------- | -------- | ------------------ |
| Edu 34' | Chi tiết | Edu 46' (lưới nhà) |

| Manchester United | 1 – 0    | Bursaspor |
| ----------------- | -------- | --------- |
| Nani 7'           | Chi tiết |           |

| Valencia                        | 3 – 0    | Rangers |
| ------------------------------- | -------- | ------- |
| Soldado 33', 71' · T. Costa 90' | Chi tiết |         |

| Bursaspor | 0 – 3    | Manchester United                     |
| --------- | -------- | ------------------------------------- |
|           | Chi tiết | Fletcher 48' · Obertan 73' · Bébé 77' |

| Rangers | 0 – 1    | Manchester United     |
| ------- | -------- | --------------------- |
|         | Chi tiết | Rooney 87' (phạt đền) |

| Valencia                                                                          | 6 – 1    | Bursaspor   |
| --------------------------------------------------------------------------------- | -------- | ----------- |
| Mata 17' (phạt đền) · Soldado 21', 55' · Aduriz 30' · Joaquín 37' · Domínguez 78' | Chi tiết | Batalla 69' |

| Manchester United | 1 – 1    | Valencia  |
| ----------------- | -------- | --------- |
| Anderson 62'      | Chi tiết | Pablo 32' |

| Bursaspor  | 1 – 1    | Rangers    |
| ---------- | -------- | ---------- |
| Sercan 79' | Chi tiết | Miller 19' |

### Bảng D
| Câu lạc bộ    | St | T | H | B | Bt | Bb | Hs  | Điểm |
| ------------- | -- | - | - | - | -- | -- | --- | ---- |
| Barcelona     | 6  | 4 | 2 | 0 | 14 | 3  | +11 | 14   |
| Copenhagen    | 6  | 3 | 1 | 2 | 7  | 5  | +2  | 10   |
| Rubin Kazan   | 6  | 1 | 3 | 2 | 2  | 4  | −2  | 6    |
| Panathinaikos | 6  | 0 | 2 | 4 | 2  | 13 | −11 | 2    |

Tóm tắt các trận đấu
| Barcelona                                            | 5 – 1    | Panathinaikos |
| ---------------------------------------------------- | -------- | ------------- |
| Messi 22', 45' · Villa 33' · Pedro 78' · Alves 90+3' | Chi tiết | Govou 20'     |

| Copenhagen | 1 – 0    | Rubin Kazan |
| ---------- | -------- | ----------- |
| N'Doye 87' | Chi tiết |             |

| Rubin Kazan          | 1 – 1    | Barcelona            |
| -------------------- | -------- | -------------------- |
| Noboa 30' (phạt đền) | Chi tiết | Villa 60' (phạt đền) |

| Panathinaikos | 0 – 2    | Copenhagen                |
| ------------- | -------- | ------------------------- |
|               | Chi tiết | N'Doye 28' · Vingaard 37' |

| Panathinaikos | 0 – 0    | Rubin Kazan |
| ------------- | -------- | ----------- |
|               | Chi tiết |             |

| Barcelona        | 2 – 0    | Copenhagen |
| ---------------- | -------- | ---------- |
| Messi 19', 90+2' | Chi tiết |            |

| Rubin Kazan | 0 – 0    | Panathinaikos |
| ----------- | -------- | ------------- |
|             | Chi tiết |               |

| Copenhagen    | 1 – 1    | Barcelona |
| ------------- | -------- | --------- |
| Claudemir 32' | Chi tiết | Messi 31' |

| Rubin Kazan            | 1 – 0    | Copenhagen |
| ---------------------- | -------- | ---------- |
| Noboa 45+2' (phạt đền) | Chi tiết |            |

| Panathinaikos | 0 – 3    | Barcelona                  |
| ------------- | -------- | -------------------------- |
|               | Chi tiết | Pedro 27', 69' · Messi 62' |

| Barcelona                | 2 – 0    | Rubin Kazan |
| ------------------------ | -------- | ----------- |
| Fontàs 51' · Vázquez 82' | Chi tiết |             |

| Copenhagen                                                    | 3 – 1    | Panathinaikos |
| ------------------------------------------------------------- | -------- | ------------- |
| Vingaard 26' · Grønkjær 50' (phạt đền) · Cissé 73' (lưới nhà) | Chi tiết | Kanté 90+2'   |

### Bảng E
| Câu lạc bộ    | St | T | H | B | Bt | Bb | Hs  | Điểm |
| ------------- | -- | - | - | - | -- | -- | --- | ---- |
| Bayern Munich | 6  | 5 | 0 | 1 | 16 | 6  | +10 | 15   |
| Roma          | 6  | 3 | 1 | 2 | 10 | 11 | −1  | 10   |
| Basel         | 6  | 2 | 0 | 4 | 8  | 11 | −3  | 6    |
| CFR Cluj      | 6  | 1 | 1 | 4 | 6  | 12 | −6  | 4    |

Tóm tắt các trận đấu
| Bayern Munich          | 2 – 0    | Roma |
| ---------------------- | -------- | ---- |
| Müller 79' · Klose 83' | Chi tiết |      |

| CFR Cluj             | 2 – 1    | Basel         |
| -------------------- | -------- | ------------- |
| Rada 9' · Traoré 12' | Chi tiết | Stocker 45+2' |

| Basel    | 1 – 2    | Bayern Munich                      |
| -------- | -------- | ---------------------------------- |
| Frei 18' | Chi tiết | Schweinsteiger 56' (phạt đền), 89' |

| Roma                      | 2 – 1    | CFR Cluj |
| ------------------------- | -------- | -------- |
| Mexès 69' · Borriello 71' | Chi tiết | Rada 78' |

| Roma          | 1 – 3    | Basel                                |
| ------------- | -------- | ------------------------------------ |
| Borriello 21' | Chi tiết | Frei 12' · Inkoom 44' · Cabral 90+3' |

| Bayern Munich                                          | 3 – 2    | CFR Cluj             |
| ------------------------------------------------------ | -------- | -------------------- |
| Cadú 32' (lưới nhà) · Panin 37' (lưới nhà) · Gómez 77' | Chi tiết | Cadú 28' · Culio 86' |

| Basel                  | 2 – 3    | Roma                                         |
| ---------------------- | -------- | -------------------------------------------- |
| Frei 69' · Shaqiri 83' | Chi tiết | Menez 16' · Totti 25' (phạt đền) · Greco 76' |

| CFR Cluj | 0 – 4    | Bayern Munich                    |
| -------- | -------- | -------------------------------- |
|          | Chi tiết | Gómez 12', 24', 71' · Müller 90' |

| Roma                                                | 3 – 2    | Bayern Munich  |
| --------------------------------------------------- | -------- | -------------- |
| Borriello 49' · De Rossi 81' · Totti 84' (phạt đền) | Chi tiết | Gómez 33', 39' |

| Basel         | 1 – 0    | CFR Cluj |
| ------------- | -------- | -------- |
| Almerares 15' | Chi tiết |          |

| Bayern Munich                    | 3 – 0    | Basel |
| -------------------------------- | -------- | ----- |
| Ribéry 35', 50' · Tymoshchuk 37' | Chi tiết |       |

| CFR Cluj   | 1 – 1    | Roma          |
| ---------- | -------- | ------------- |
| Traoré 88' | Chi tiết | Borriello 21' |

### Bảng F
| Câu lạc bộ     | St | T | H | B | Bt | Bb | Hs  | Điểm |
| -------------- | -- | - | - | - | -- | -- | --- | ---- |
| Chelsea        | 6  | 5 | 0 | 1 | 14 | 4  | +10 | 15   |
| Marseille      | 6  | 4 | 0 | 2 | 12 | 3  | +9  | 12   |
| Spartak Moscow | 6  | 3 | 0 | 3 | 7  | 10 | −3  | 9    |
| Žilina         | 6  | 0 | 0 | 6 | 3  | 19 | −16 | 0    |

Tóm tắt các trận đấu
| Marseille | 0 – 1    | Spartak Moscow             |
| --------- | -------- | -------------------------- |
|           | Chi tiết | Azpilicueta 81' (lưới nhà) |

| Žilina     | 1 – 4    | Chelsea                                      |
| ---------- | -------- | -------------------------------------------- |
| Oravec 55' | Chi tiết | Essien 13' · Anelka 24', 28' · Sturridge 48' |

| Spartak Moscow           | 3 – 0    | Žilina |
| ------------------------ | -------- | ------ |
| Ari 34', 61' · Ibson 89' | Chi tiết |        |

| Chelsea                          | 2 – 0    | Marseille |
| -------------------------------- | -------- | --------- |
| Terry 7' · Anelka 28' (phạt đền) | Chi tiết |           |

| Spartak Moscow | 0 – 2    | Chelsea                  |
| -------------- | -------- | ------------------------ |
|                | Chi tiết | Zhirkov 23' · Anelka 43' |

| Marseille   | 1 – 0    | Žilina |
| ----------- | -------- | ------ |
| Diawara 48' | Chi tiết |        |

| Chelsea                                                  | 4 – 1    | Spartak Moscow |
| -------------------------------------------------------- | -------- | -------------- |
| Anelka 49' · Drogba 62' (phạt đền) · Ivanović 66', 90+2' | Chi tiết | Bazhenov 86'   |

| Žilina | 0 – 7    | Marseille                                                     |
| ------ | -------- | ------------------------------------------------------------- |
|        | Chi tiết | Gignac 12', 21', 54' · Heinze 24' · Rémy 36' · Lucho 52', 63' |

| Spartak Moscow | 0 – 3    | Marseille                             |
| -------------- | -------- | ------------------------------------- |
|                | Chi tiết | Valbuena 18' · Rémy 54' · Brandão 68' |

| Chelsea                     | 2 – 1    | Žilina    |
| --------------------------- | -------- | --------- |
| Sturridge 51' · Malouda 86' | Chi tiết | Bello 19' |

| Marseille   | 1 – 0    | Chelsea |
| ----------- | -------- | ------- |
| Brandão 81' | Chi tiết |         |

| Žilina     | 1 – 2    | Spartak Moscow       |
| ---------- | -------- | -------------------- |
| Majtán 48' | Chi tiết | Alex 54' · Ibson 61' |

### Bảng G
| Câu lạc bộ  | St | T | H | B | Bt | Bb | Hs  | Điểm |
| ----------- | -- | - | - | - | -- | -- | --- | ---- |
| Real Madrid | 6  | 5 | 1 | 0 | 15 | 2  | +13 | 16   |
| Milan       | 6  | 2 | 2 | 2 | 7  | 7  | 0   | 8    |
| Ajax        | 6  | 2 | 1 | 3 | 6  | 10 | −4  | 7    |
| Auxerre     | 6  | 1 | 0 | 5 | 3  | 12 | −9  | 3    |

Tóm tắt các trận đấu
| Real Madrid                        | 2 – 0    | Ajax |
| ---------------------------------- | -------- | ---- |
| Anita 31' (lưới nhà) · Higuaín 73' | Chi tiết |      |

| Milan                | 2 – 0    | Auxerre |
| -------------------- | -------- | ------- |
| Ibrahimović 66', 69' | Chi tiết |         |

| Auxerre | 0 – 1    | Real Madrid  |
| ------- | -------- | ------------ |
|         | Chi tiết | Di María 81' |

| Ajax            | 1 – 1    | Milan           |
| --------------- | -------- | --------------- |
| El Hamdaoui 23' | Chi tiết | Ibrahimović 37' |

| Ajax                     | 2 – 1    | Auxerre   |
| ------------------------ | -------- | --------- |
| De Zeeuw 7' · Suárez 41' | Chi tiết | Birsa 56' |

| Real Madrid            | 2 – 0    | Milan |
| ---------------------- | -------- | ----- |
| Ronaldo 13' · Özil 14' | Chi tiết |       |

| Auxerre                     | 2 – 1    | Ajax             |
| --------------------------- | -------- | ---------------- |
| Sammaritano 9' · Langil 84' | Chi tiết | Alderweireld 79' |

| Milan            | 2 – 2    | Real Madrid              |
| ---------------- | -------- | ------------------------ |
| Inzaghi 68', 78' | Chi tiết | Higuaín 45' · León 90+4' |

| Ajax | 0 – 4    | Real Madrid                                             |
| ---- | -------- | ------------------------------------------------------- |
|      | Chi tiết | Benzema 36' · Arbeloa 44' · Ronaldo 70', 81' (phạt đền) |

| Auxerre | 0 – 2    | Milan                              |
| ------- | -------- | ---------------------------------- |
|         | Chi tiết | Ibrahimović 64' · Ronaldinho 90+1' |

| Real Madrid                         | 4 – 0    | Auxerre |
| ----------------------------------- | -------- | ------- |
| Benzema 12', 72', 88' · Ronaldo 49' | Chi tiết |         |

| Milan | 0 – 2    | Ajax                            |
| ----- | -------- | ------------------------------- |
|       | Chi tiết | De Zeeuw 57' · Alderweireld 66' |

### Bảng H
| Câu lạc bộ       | St | T | H | B | Bt | Bb | Hs  | Điểm |
| ---------------- | -- | - | - | - | -- | -- | --- | ---- |
| Shakhtar Donetsk | 6  | 5 | 0 | 1 | 12 | 6  | +6  | 15   |
| Arsenal          | 6  | 4 | 0 | 2 | 18 | 7  | +11 | 12   |
| Braga            | 6  | 3 | 0 | 3 | 5  | 11 | −6  | 9    |
| Partizan         | 6  | 0 | 0 | 6 | 2  | 13 | −11 | 0    |

Tóm tắt các trận đấu
| Arsenal                                                                  | 6 – 0    | Braga |
| ------------------------------------------------------------------------ | -------- | ----- |
| Fàbregas 9' (phạt đền), 53' · Arshavin 30' · Chamakh 34' · Vela 69', 84' | Chi tiết |       |

| Shakhtar Donetsk | 1 – 0    | Partizan |
| ---------------- | -------- | -------- |
| Srna 71'         | Chi tiết |          |

| Partizan            | 1 – 3    | Arsenal                                    |
| ------------------- | -------- | ------------------------------------------ |
| Cléo 33' (phạt đền) | Chi tiết | Arshavin 15' · Chamakh 71' · Squillaci 82' |

| Braga | 0 – 3    | Shakhtar Donetsk                                       |
| ----- | -------- | ------------------------------------------------------ |
|       | Chi tiết | Luiz Adriano 56', 72' · Douglas Costa 90+2' (phạt đền) |

| Braga                  | 2 – 0    | Partizan |
| ---------------------- | -------- | -------- |
| Lima 35' · Matheus 90' | Chi tiết |          |

| Arsenal                                                                     | 5 – 1    | Shakhtar Donetsk |
| --------------------------------------------------------------------------- | -------- | ---------------- |
| Song 19' · Nasri 42' · Fàbregas 60' (phạt đền) · Wilshere 66' · Chamakh 69' | Chi tiết | Eduardo 82'      |

| Partizan | 0 – 1    | Braga      |
| -------- | -------- | ---------- |
|          | Chi tiết | Moisés 35' |

| Shakhtar Donetsk              | 2 – 1    | Arsenal     |
| ----------------------------- | -------- | ----------- |
| Chygrynskiy 28' · Eduardo 45' | Chi tiết | Walcott 10' |

| Braga              | 2 – 0    | Arsenal |
| ------------------ | -------- | ------- |
| Matheus 83', 90+3' | Chi tiết |         |

| Partizan | 0 – 3    | Shakhtar Donetsk                          |
| -------- | -------- | ----------------------------------------- |
|          | Chi tiết | Stepanenko 52' · Jádson 59' · Eduardo 68' |

| Arsenal                                             | 3 – 1    | Partizan |
| --------------------------------------------------- | -------- | -------- |
| Van Persie 30' (phạt đền) · Walcott 73' · Nasri 77' | Chi tiết | Cléo 52' |

| Shakhtar Donetsk           | 2 – 0    | Braga |
| -------------------------- | -------- | ----- |
| Raţ 78' · Luiz Adriano 83' | Chi tiết |       |